# Via Dolorosa

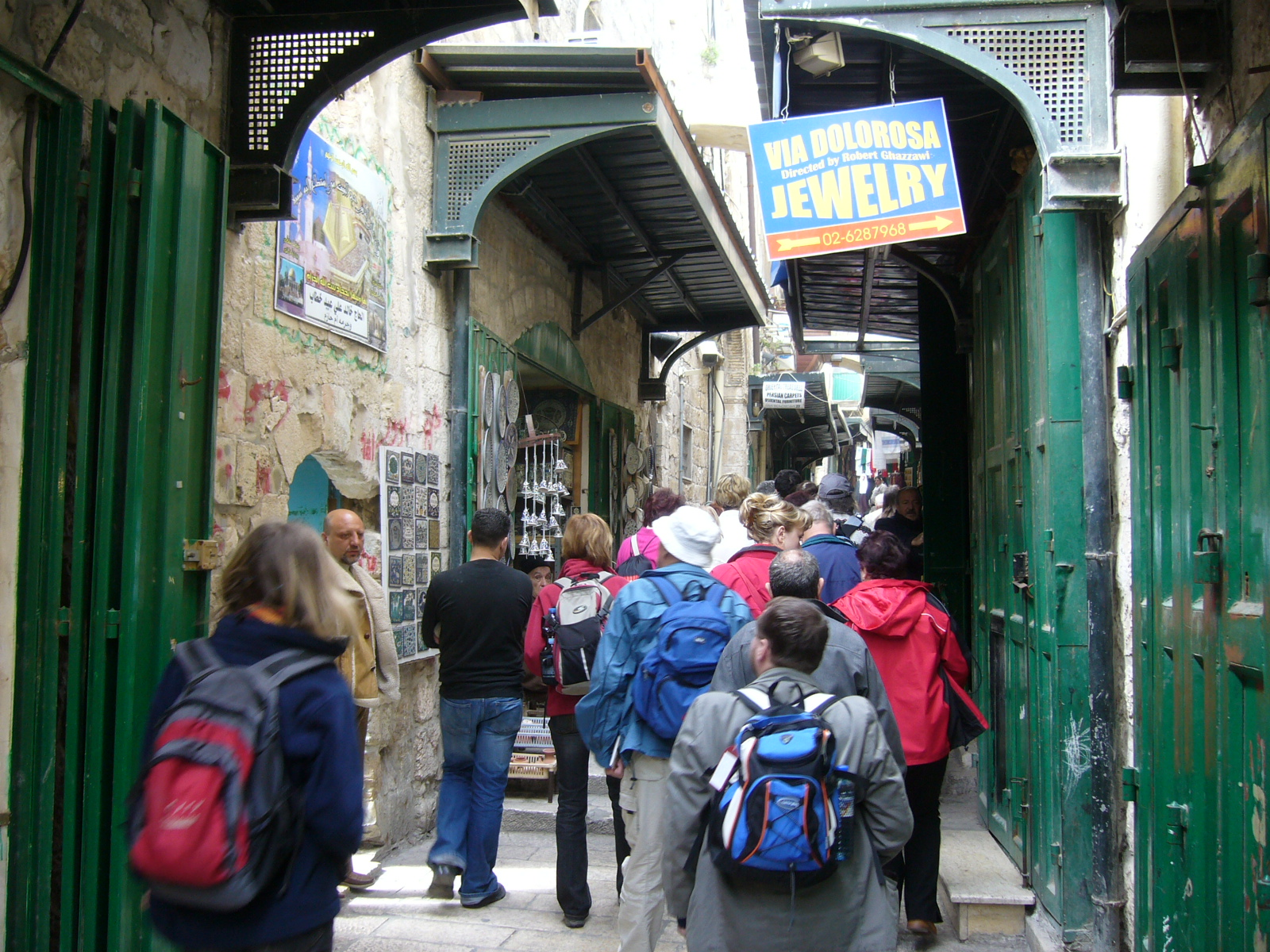
Via Dolorosa – atmosféra jeruzalemské křížové cesty

Via Dolorosa je ulice v jeruzalémském Starém Městě, kudy dle tradice Ježíš Kristus nesl svůj kříž při cestě k ukřižování. Její trasa se ustálila v osmnáctém století. Má devět zastavení a dalších pět je uvnitř baziliky Svatého hrobu. Je předobrazem křížových cest.
Via Dolorosa je pozůstatkem jedné ze dvou východozápadních cest přes Aeliu Capitolinu postavenou římským císařem Hadrianem. Podle křesťanské tradice začíná ve Lví bráně, pokračuje při severní straně Chrámové hory přes bývalou Herodovu pevnost (zde byl Kristus vyslýchán Pilátem), do uliček Starého města k Chrám Božího hrobu.

## Fotogalerie

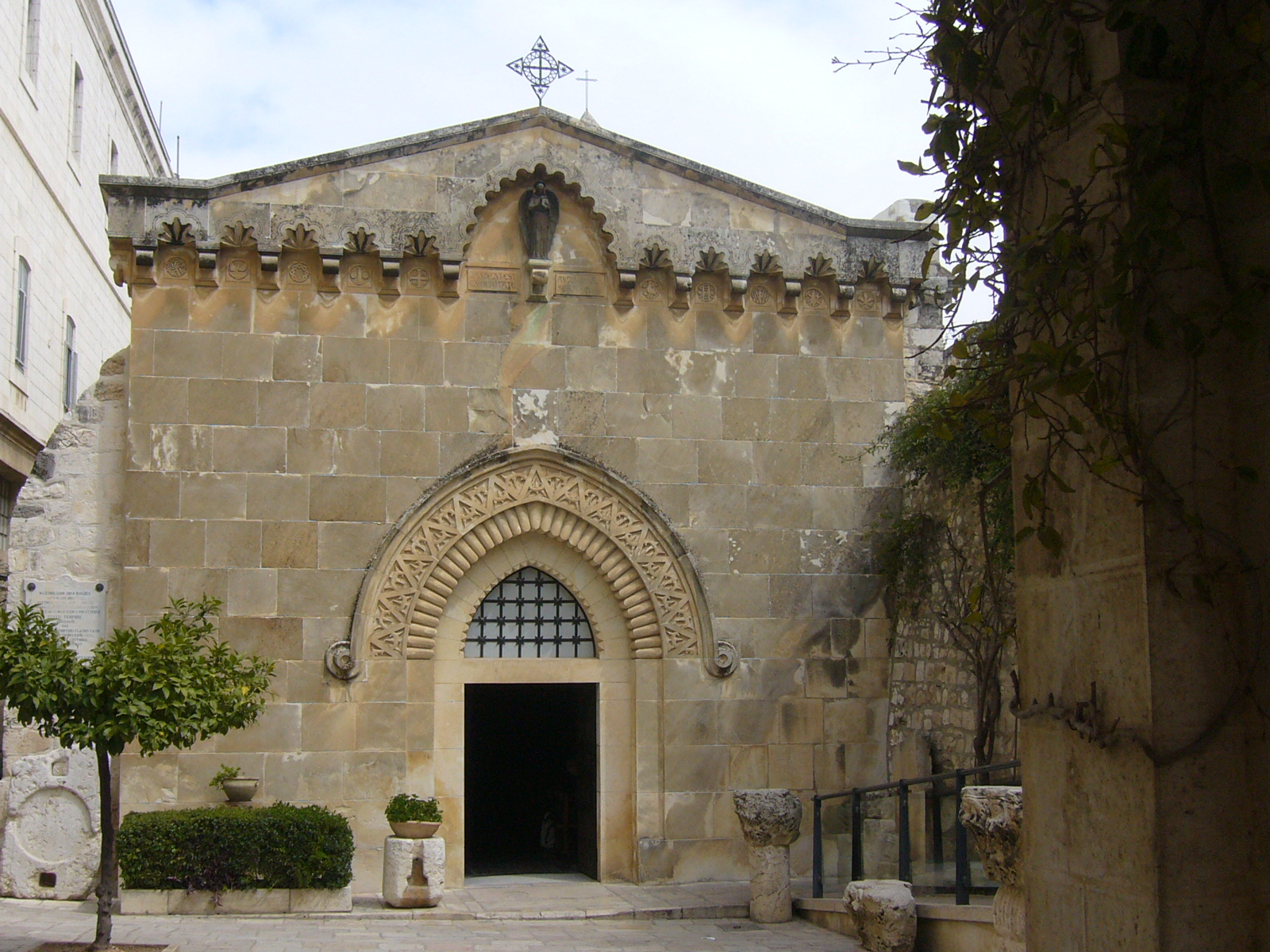
Kaple bičování a soudu – První zastavení
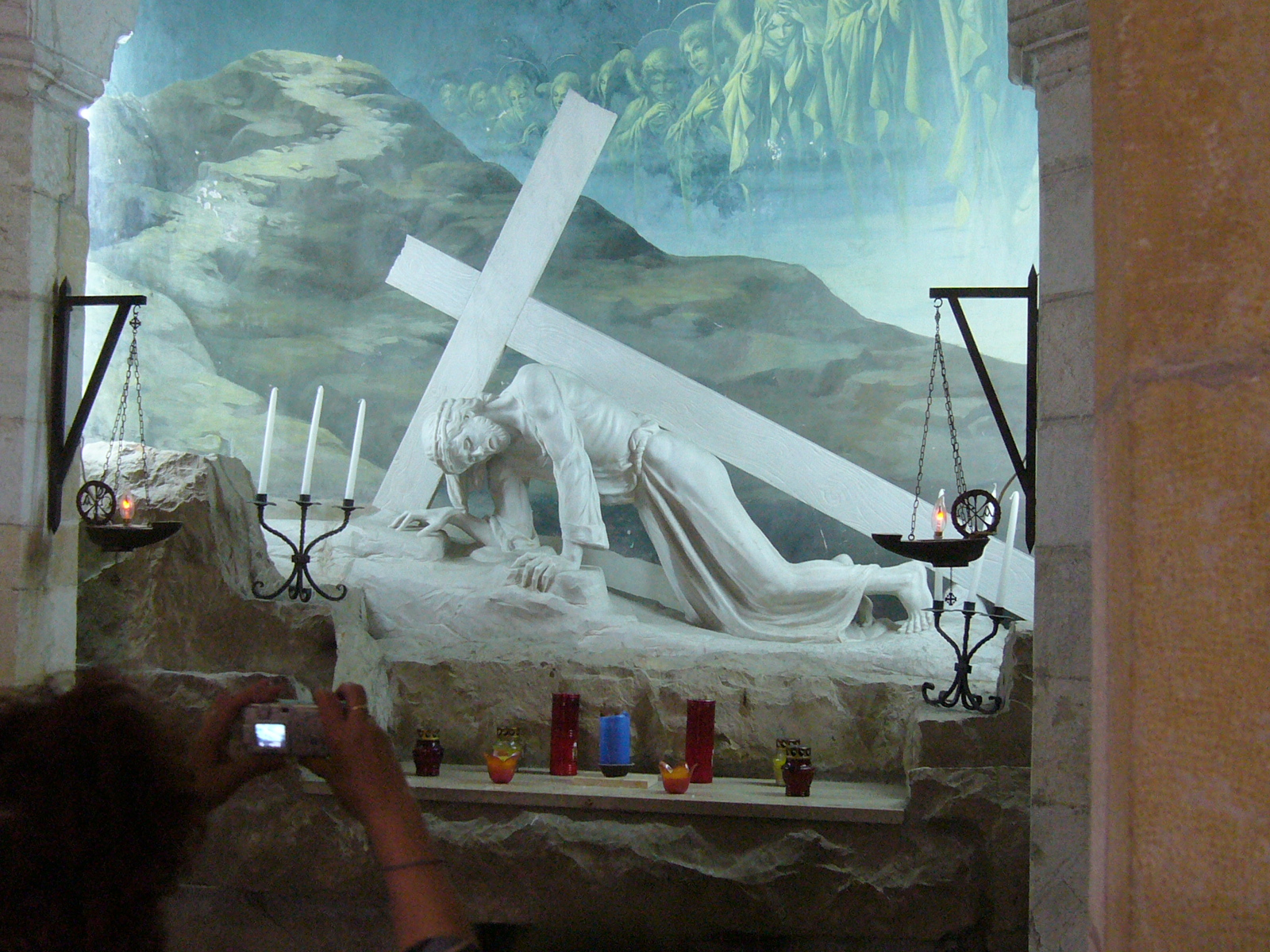
Kaple Třetího zastavení
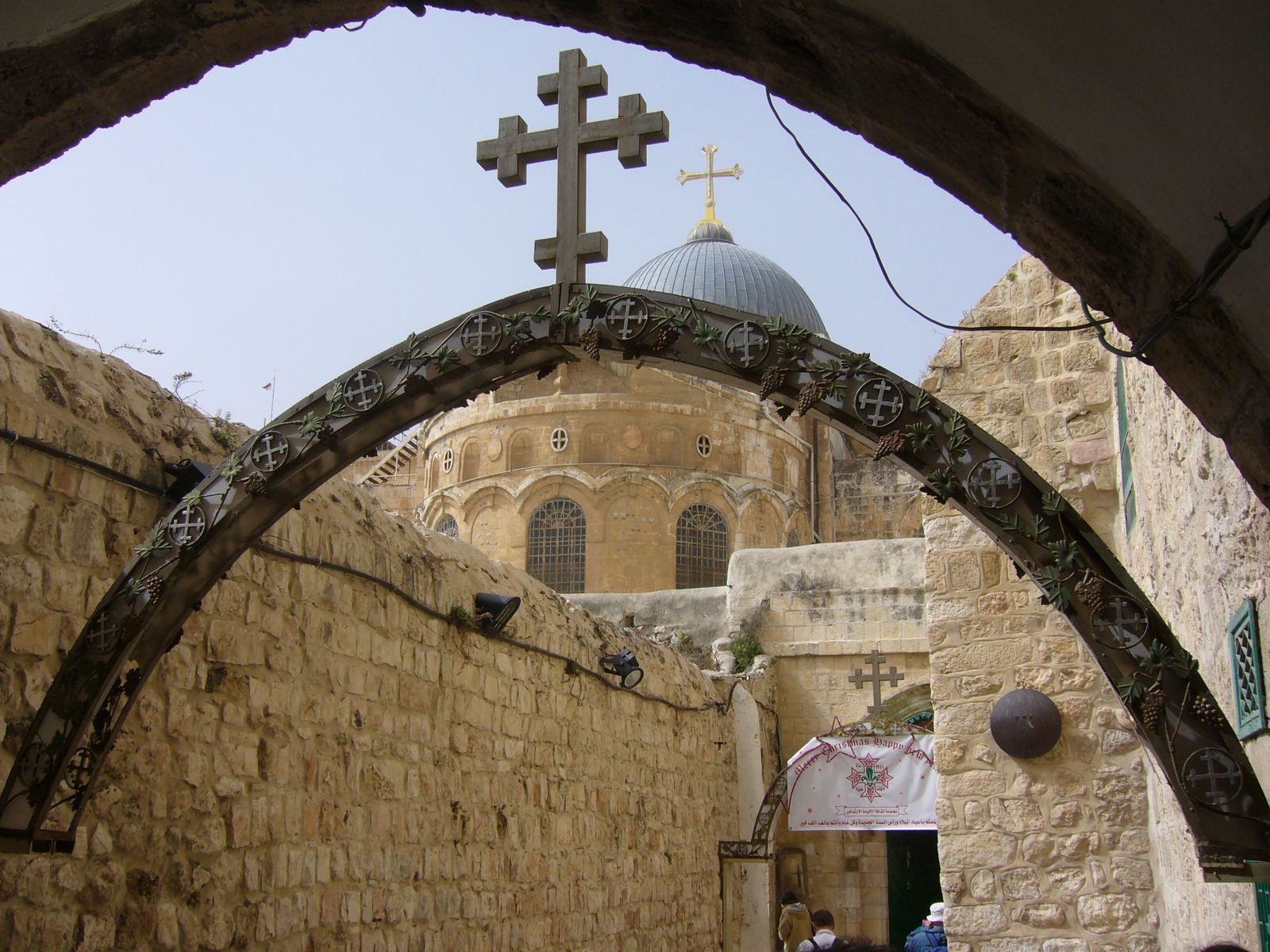
Pohled na kopuli chrámu Božího hrobu v závěru křížové cesty